# Reservnummer
Reservnummer är i Sverige ett tillfälligt nummer som används för att kunna identifiera en patient med sin vårddokumentation när personnummer eller samordningsnummer saknas eller är okänt.

## Patienter som får reservnummer
Patienter som får ett reservnummer är de som inte har, inte kan eller inte vill uppge ett personnummer.  Exempel på sådana patienter är:

- Asylsökande som ej är folkbokförda (inte har uppehållstillstånd).
- Nyfödda för vilka egen journal ska läggas upp. Helt friska nyfödda får i regel inte ett reservnummer utan dokumenteras i moderns journal.
- Patienter som har rätt till anonym provtagning enligt förordningen (1986:198) om provtagning för infektion av HIV.
- Patienter som inte kan uppge eller identifieras med personnummer på grund av till exempel medvetslöshet, att de är förvirrade eller inte går att tolka.
- Patienter som inte vill identifiera sig eller uppge personnummer.
- Patienter vars läkare vill att bara remitterande instanser skall kunna identifiera vårddokument till en viss patient.
- Utländska medborgare som inte har ett svenskt personnummer eller samordningsnummer.
- Utlandssvenskar och utländska medborgare som inte är folkbokförda i Sverige.

## Format
Socialstyrelsen rekommenderar ett korrekt födelsedatum samt minst en bokstav i de fyra sista siffrorna för att man inte ska råka skapa ett befintligt personnummer, men utöver det finns det inget fastlagt format.
Socialstyrelsen hittade tre olika varianter av reservnummer i patientregistret för 2008:
- Ca 12 000 hade en eller flera bokstäver i de fyra sista fälten och korrekt födelsedatum
- Ca 10 000 hade ett nummer som börjar med 50-99 och resten är ett löpnummer av olika sort
- Ca 3 000 har ett löpnummer